# هوارد سميث (مخرج)
هوارد سميث (بالإنجليزية: Howard Smith)‏ هو مقدم برامج إذاعية وصحفي وكاتب سيناريو ومخرج أمريكي، ولد في 10 ديسمبر 1936 في بروكلين في الولايات المتحدة، وتوفي في 1 مايو 2014 في مانهاتن في الولايات المتحدة بسبب سرطان.

## وصلات خارجية
- هوارد سميث على موقع IMDb (الإنجليزية)
- هوارد سميث على موقع ألو سيني (الفرنسية)
- هوارد سميث على موقع أول موفي (الإنجليزية)
- هوارد سميث على موقع قاعدة بيانات الأفلام السويدية (السويدية)
- هوارد سميث على موقع قاعدة بيانات الفيلم (الإنجليزية)
- هوارد سميث على موقع كينوبويسك (الروسية)